# Don (Trento)
Don é uma comuna italiana da região do Trentino-Alto Ádige, província de Trento, com cerca de 224 habitantes. Estende-se por uma área de 5 km², tendo uma densidade populacional de 45 hab/km². Faz fronteira com Amblar, Romeno, Coredo, Sfruz.